# بوارد (شهرستان وستمورلند، پنسیلوانیا)
بوارد (به انگلیسی: Bovard) یک منطقهٔ مسکونی در ایالات متحده آمریکا است که در شهرستان وستمورلند، پنسیلوانیا واقع شده‌است. بوارد ۳۳۹٫۸۶ متر بالاتر از سطح دریا واقع شده‌است.